# رادميلا خروستانوفيتش
رادميلا خروستانوفيتش (بالصربية: Радмила Хрустановић)‏ Radmila Hrustanovic (ولدت في 25 نوفمبر 1952) سياسية صربية. تولت منصب عمدة مدينة بلغراد من 2001 إلى 2004، ونائب العمدة من 2004 إلى 2007.